# Paul Rabiers du Villars
Pour les articles homonymes, voir Rabier et Villars.
Paul, Joseph, Raphaël de Rabiers du Villars, né le 2 juin 1837 à Annot (Basses-Alpes, actuelles Alpes-de-Haute-Provence) et mort le 11 mai 1898 à Castellane, est un homme politique français de la Troisième République.

## Biographie
Fonctionnaire, il se présente comme candidat conservateur, le 20 février 1876, à la Chambre des députés, dans l'arrondissement de Castellane. Il obtient 2 039 voix contre 2 169 au candidat républicain, Arthur Picard.
Candidat officiel du gouvernement d'ordre moral, dit du Seize-Mai, le 14 octobre 1877, il est remporte cette fois l'élection par 2 341 voix (4 533 votants, 5 968 inscrits), contre 2 151 au député sortant, Arthur Picard. Rabiers de Villars prend donc place à la droite de l'hémicycle. Mais la majorité invalide son élection, et il ne se représente pas.